# MS Marina
Le MS Marina est un navire de croisière de la nouvelle classe Oceania  construit sur le chantier naval italien Fincantieri pour l'opérateur Oceania Cruises.

## Historique
Il est le premier d'une série de deux : le second, MS Riviera est achevé en juillet 2011 ; Initialement prévu pour 2012, l'option sur un troisième navire n'est pas levée.
Le 7 mai 2018, en direction de Montréal par la voie maritime du Fleuve Saint-Laurent au Québec, le navire a dû accoster au port de Trois-Rivières. Le niveau du fleuve ayant considérablement augmenté dû à la fonte printanière des neiges et à de fortes pluies, le navire fut dans l'impossibilité de passer sous le pont Laviolette qui surplombe le fleuve.